# Institution libre de Combrée
L'Institution libre de Combrée est un établissement scolaire privé d'enseignement catholique du grand Ouest accueillant des élèves issus de toute la France, situé à Ombrée d'Anjou, en Maine-et-Loire.
Au fil de ses presque deux siècles d'existence, cet établissement a dispensé à un grand nombre d'élèves, immergés dans un cadre majestueux et favorable à l'étude, une éducation fondée sur des principes humanistes, dans le respect d'une discipline orientée vers l'épanouissement individuel et une constante ouverture au monde.
Selon l'académicienne d'origine angevine Danièle Sallenave « cette prestigieuse Institution libre forma l'élite de la région et même d'ailleurs de 1810 à 2005 ».
En 2005, des contraintes financières, liées aux travaux exigés par la commission départementale de sécurité, contraignent l'établissement à fermer ses portes.
Depuis 2007, une partie des bâtiments accueille un établissement pour l'insertion dans l'emploi (EPIDE) qui a toutefois annoncé son déménagement pour début 2022.
La salle Saint-Augustin, le bâtiment Esnault et la nouvelle salle de sport appartiennent aujourd'hui à la commune d'Ombrée d'Anjou.

## Situation
Les édifices se dressent sur la colline de la Primaudière, au cœur d'un paysage ondulé et verdoyant. Leur silhouette, bien visible à distance, notamment depuis la RD 775 qui relie Rennes à Angers, se trouve sur le territoire de la commune d'Ombrée d'Anjou, dans le Haut-Anjou.

## Architecture

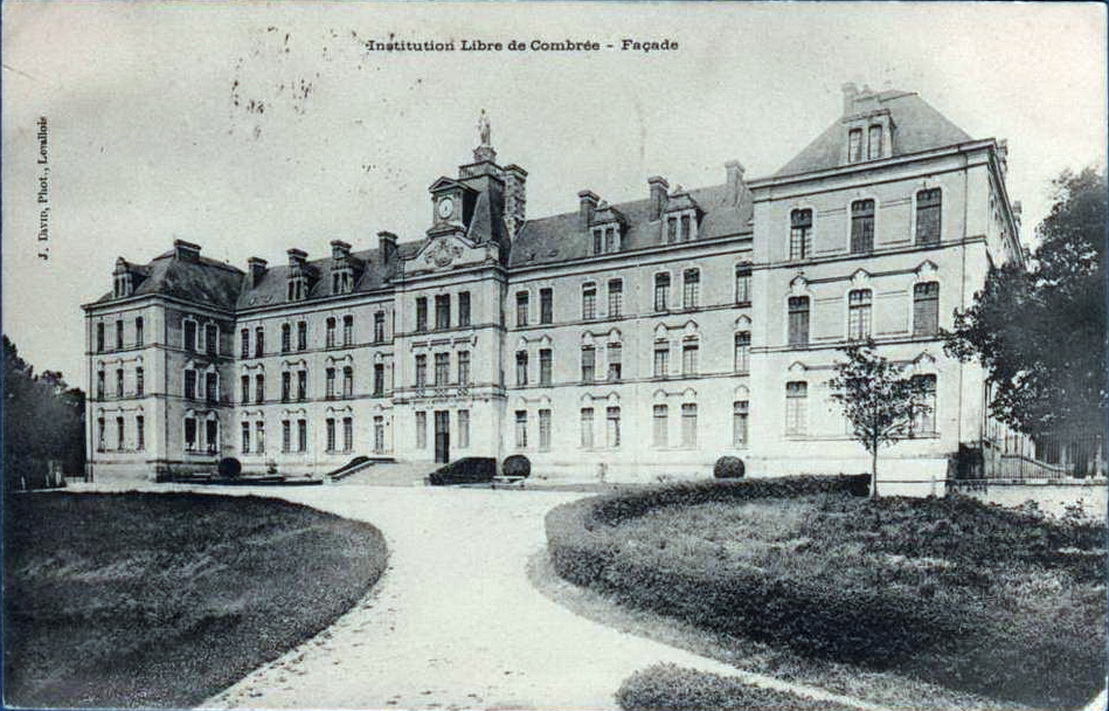
Le bâtiment dans les années 1900.

Les édifices actuels les plus anciens ont été conçus par l'architecte Louis Duvêtre, (1816-1881), architecte de nombreux édifices religieux et publics de la région angevine, dont l'œuvre se distingue par une esthétique monastique. Leur architecture, inspirée des principes de l'hygiénisme, domine un vaste parc arboré, orné de pins parasols, de chênes et d'une imposante allée de tilleuls.
Les matériaux principaux utilisés pour leur construction sont le tuffeau, pierre caractéristique du Val de Loire, ainsi que l'ardoise, dont les principales carrières se trouvent en Anjou.
La chapelle néogothique, de style angevin (ou Plantagenêt) du XIIIe siècle, se distingue par ses vitraux réalisés par le maître verrier tourangeau Lucien-Léopold Lobin, notamment créateur des vitraux de l'église Sainte-Élisabeth-de-Hongrie de Paris.
Les bâtiments Esnault et Vigneron, érigés respectivement en 1959 et 1969, abritent en particulier des laboratoires de sciences, offrant à l'époque des installations modernes pour leur époque. En 1987, une salle de sport vient compléter les équipements existants, dont la salle des agrès, située au rez-de-chaussée du bâtiment Esnault.

## Histoire

### Création du pensionnat (1810-1823)

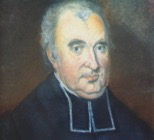
Abbé François Drouet (1775-1837)

L'établissement prend naissance en 1810 sous l'égide de l'abbé François Drouet, récemment nommé desservant de la paroisse de Combrée. En dépit de débuts modestes, l'abbé parvient à rallier à lui quelques dizaines de jeunes gens et décide de fonder une maison d'éducation. Toutefois, les premières années sont marquées par d'importantes difficultés. Les autorités ecclésiastiques de l'époque ne perçoivent guère la nécessité d'un tel établissement, d'autant plus que le petit séminaire de Beaupréau, situé à environ soixante kilomètres au sud, connaît un grand succès. Par ailleurs, le Grand maître de l'Université impériale refuse d'octroyer à Drouet le titre de maître de pension, titre qui lui aurait permis de légitimer officiellement son œuvre éducative.
Cependant, à partir de 1818, l'abbé Drouet bénéficie du soutien précieux de Charles II Montault-Désilles, évêque du diocèse d'Angers, ce qui permet à l'établissement de s'imposer peu à peu grâce à la rigueur de ses enseignements au sein de l'académie locale. En décembre de la même année, l'Université, reconnaissant la qualité de l'institution, accorde à l'abbé Drouet la collation du baccalauréat ès-lettres.
L'année 1823 marque un tournant décisif car l'établissement obtient de manière officielle, par une ordonnance royale de Louis XVIII, le titre de petit séminaire.

### Le petit séminaire (1823-1849)
En 1824 et 1825, les prêtres de l’établissement instituent deux congrégations distinctes : la première, consacrée au Sacré-Cœur de Jésus, destinée aux élèves les plus âgés et la seconde, dédiée à la très sainte Vierge, réservée aux plus jeunes. Ces congrégations deviennent, au fil du temps, des foyers de nombreuses vocations religieuses, et perdurent jusqu’au milieu du XXe siècle.
En 1835, l'Académie combréenne est fondée. Elle est réservée aux élèves les plus méritants des classes de philosophie, de rhétorique et de seconde, auxquelles l'accès est strictement conditionné.
La même année, accablé par les luttes incessantes qu'il doit mener pour préserver l'existence de son établissement, en particulier par les attaques anticléricales émanant du régime issu de la Révolution de 1830, l'abbé Drouet présente sa démission. Toutefois, il demeure présent au sein de l'institution jusqu'à sa mort, survenue le 7 mars 1837.

### Grandeur et turbulences (1849-1897)

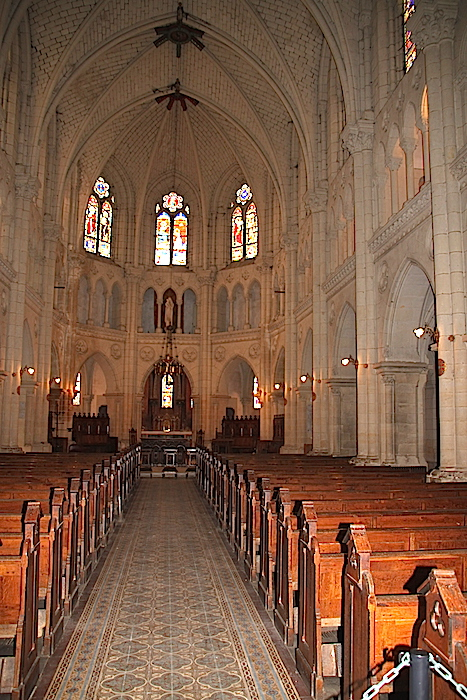
La chapelle néogothique.

L'instauration de la Deuxième République, en 1848, provoque la mise en place de réformes qui ont laissé des répercussions notables sur l'organisation scolaire. En 1849, une décision ministérielle prise par le comte Alfred de Falloux, châtelain du Bourg-d'Iré, député du Segréen et en sa qualité de ministre de l'Instruction publique et des cultes sous le gouvernement de Louis-Napoléon Bonaparte, habilite l'établissement scolaire de Combrée à dispenser un enseignement secondaire complet, ainsi qu'à présenter ses élèves à l'examen du baccalauréat ès lettres. C'est à partir de cette époque que l'établissement se voit attribuer officiellement le titre d'« Institution libre ».
L'abbé Levoyer, qui a exercé les fonctions de supérieur de 1835 à 1865 et Guillaume Angebault, nouvel évêque d'Angers et ancien élève de François Drouet au collège de Beaupréau, se sont fait les ardents partisans de l'édification de nouveaux bâtiments scolaires. Les infrastructures alors en place, en raison de leur insalubrité manifeste, ne suffisaient plus à répondre aux besoins grandissants de l'établissement, exacerbés par l'afflux constant et croissant des élèves. Ils  ont donc milité en faveur de la construction de nouvelles structures, plus adaptées à la forte demande et aux exigences sanitaires de l'époque.
Considéré comme l'un des fers de lance de l'enseignement catholique dans l’Ouest de la France, cet établissement bénéficie du soutien de figures éminentes du clergé et de la noblesse. Parmi ses plus fervents défenseurs figurent Félix Dupanloup, qui l'a désigné comme un « brillant palais de l'éducation chrétienne », le père Lacordaire ainsi que le comte Charles de Montalembert, tous deux proches de l'homme politique Falloux. Le 19 avril 1854, Guillaume Angebault procède à la pose de la première pierre du nouveau bâtiment, dont la construction s'achève quatre années plus tard. Ce complexe architectural, d'une parfaite fonctionnalité, se compose de quatre ailes, d'un cloître et d'une chapelle, capable d’accueillir désormais les 250 internes inscrits. Le 27 juillet 1858, une cérémonie grandiose, marquée par la présence de douze archevêques et évêques ainsi que de cinq cents prêtres et religieux, est organisée à l'occasion de la consécration solennelle de la chapelle qui, selon la tradition, deviendra le lieu de sépulture des anciens supérieurs du collège. En amont de cet événement, le 3 avril 1856, une statue dorée de la Vierge, sculptée selon l'iconographie de l'Immaculée Conception, est installée sur son piédestal au sommet de la façade de l'édifice.
En 1865, l'abbé Claude succéde à l'abbé Levoyer lequel, par la suite, établit d'excellentes relations avec les autorités civiles. L'établissement paraît dès lors à l'abri des périls qui l'avaient jadis menacé. Même les tumultes de la guerre de 1870 n'affectent que marginalement son fonctionnement. Toutefois, le 23 décembre 1891, la mort de Charles-Émile Freppel, évêque d'Angers, constitue un danger direct pour l'institution. Conformément au décret impérial du 6 novembre 1813, la gestion du diocèse vacant échoit à l'État lequel, dans la foulée, procède à la mise en vente de la totalité des biens diocésains (ensemble des biens attribués à un religieux), y compris l'établissement de Combrée. Le 9 novembre 1892, lors de la quatrième adjudication, Hyacinthe Pasquier, ancien percepteur de Segré, remporte l'enchère. Lorsque le notaire, lui a demandé à quel nom inscrire la vente, Hyacinthe Pasquier a répondu « Veuillez inscrire Monsieur Claude comme propriétaire du collège ». Ainsi, l'établissement a été préservé.
En mars 1893, l'abbé Claude s'engage dans un acte notable en transférant la propriété de ses biens à une société d'actionnaires. Tout au long de la dernière période de son mandat et notamment lorsqu'il s'est agit de recueillir les fonds nécessaires à l’entretien des édifices, il s'est vu contraint de solliciter l'aide de l'Amicale des anciens élèves. Cette organisation, fondée sur des liens de camaraderie et de solidarité, est venue en aide à l'abbé pour subvenir aux besoins financiers de l'établissement.

### Guerres et paix (1897-1945)

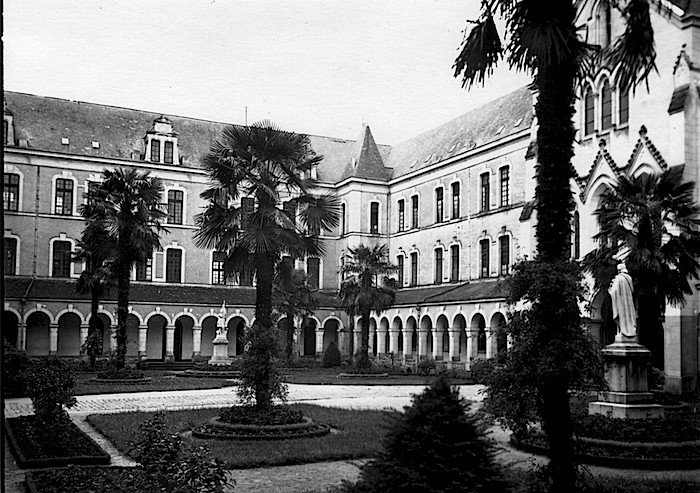
La cour intérieure en 1944.

En 1897, l'abbé Bernier vient succéder à l'abbé Claude, qui s'est éteint de manière soudaine et imprévisible. Les 7 et 8 juin 1910, dans le cadre des festivités marquant le centenaire de l'établissement, la façade de l'institution a été entièrement décorée de drapeaux et bannières, en prévision de l'arrivée de deux à trois mille anciens élèves et de divers amis de l'Institution libre. Parallèlement, la salle Saint-Augustin, destinée aux spectacles et aux représentations théâtrales, a été inaugurée. Cette nouvelle salle, fruit de la générosité d'Ernest Jouin, ancien élève de Combrée, a été construite grâce à l'engagement et à la bienveillance de ce dernier, qui avait vu le jour aux alentours de 1862.
Les deux guerres mondiales, tout en laissant une empreinte tragique sur le corps professoral et les anciens élèves, n'ont pas interrompu totalement les activités scolaires. En 1939, près de la moitié des enseignants ont été appelés sous les drapeaux et une portion des bâtiments a été réquisitionnée par les services sanitaires militaires. Des plaques, incrustées dans les murs du portail de la chapelle, consignent les noms de 148 membres du corps enseignant et anciens élèves emportés par ces conflits mondiaux. Ces inscriptions, gravées dans la pierre, témoignent d'une mémoire persistante, rappelant les pertes humaines qui ont affecté cet établissement, sans pour autant en suspendre les enseignements.

### Vers les temps modernes (1945-1960)
Au lendemain de la Seconde Guerre mondiale, la période de prospérité qui se déploie en France se fait également ressentir au sein des établissements scolaires. L'augmentation sensible du nombre d’élèves inscrits s'accompagne, par un processus parallèle, d'une amélioration des conditions matérielles de vie.

### De la loi Debré à la fermeture (1960-2005)

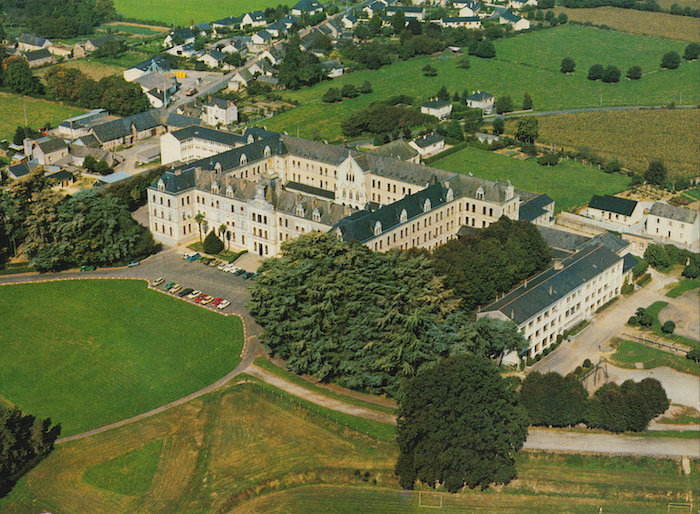
L'établissement en 1984.

La loi Debré de 1959 a institué une association étroite entre l'Éducation nationale et l'enseignement libre, en vue de concilier les exigences de l'État avec celles des établissements privés. En vertu de cette législation, l'État a pris à sa charge certains frais de fonctionnement, tels que les rémunérations des enseignants et une part des charges relatives à l'infrastructure.
À partir des années 1960, la remise en question de l'éducation traditionnelle, culminant dans les événements de mai 68, a eu une influence déterminante sur le fonctionnement de l'établissement de Combrée. C'est dans ce contexte que le nombre d'externes a augmenté considérablement, de même que la présence des jeunes filles, modifiant en profondeur la physionomie de l'institution. En parallèle, les prêtres, jusque-là responsables de la majorité des postes d'enseignement, ont été progressivement remplacés par des laïcs. L'abbé Antoine Pateau, dernier supérieur de l'établissement, s'est démis de ses fonctions en septembre 1979. Par ailleurs, une vingtaine de sœurs, appartenant à la congrégation de Torfou, ont également quitté les lieux. Ces dernières, jusque-là logées au pair et assurant bénévolement les services de maison, ont été remplacées par du personnel civil rémunéré.
Cependant, l'établissement est parvenu à se conformer aux bouleversements de son époque. Dès le milieu des années 1980, sous la houlette de Gérard Gendry, il a connu une croissance significative de ses effectifs qui ont franchi le seuil des 700 élèves en 1987. Parmi ces derniers, une proportion notable est composée de jeunes Parisiens, lesquels, grâce aux réseaux de transport, se sont retrouvés à seulement trois heures du collège. En 1990, l’établissement s'est ouvert, non sans succès, à l'enseignement technique.
Malgré un bref répit dans les années qui ont suivi, plusieurs facteurs, tels que la décroissance démographique au sein de l'élite scolaire et la concurrence accrue, ont conduit à une diminution notable et persistante du nombre d'élèves inscrits. L'internat, en particulier, s'est trouvé frappé de plein fouet par cette tendance. Dans le même temps, les travaux d'entretien des bâtiments ont été une préoccupation constante, dans la mesure où l'ancienneté des infrastructures et leur étendue imposaient des dépenses substantielles que la baisse de la fréquentation des établissements, tant au collège qu'au lycée, ne suffisait plus à couvrir. Il en est résulté un enchevêtrement de difficultés financières et administratives, exacerbées par l'incapacité de compenser ces charges par l'afflux d'élèves.
En 2005, l'Institution libre de Combrée s'est vue, de manière soudaine, contrainte de cesser son activité en raison de l'impérieuse nécessité de se conformer à des exigences techniques et sécuritaires d'une ampleur considérable, impliquant des coûts que la structure ne pouvait assumer, coûts évalués à plus de 2 millions d'euros. En conséquence et face à la disproportion entre les investissements requis et les moyens financiers disponibles, l'établissement a été dans l'obligation de fermer ses portes. 
Lors de sa fermeture, l'Institution libre de Combrée comptait encore 345 élèves, 31 enseignants et 41 personnels administratifs et d'entretien.

### Après 2005
Depuis l'année 2007, l'aile occidentale du corps de bâtiments est occupée par un centre EPIDE, capable d'accueillir jusqu'à 75 jeunes volontaires. L'ensemble de l'emprise est administré par la société Immobilier Insertion Défense Emploi (2IDE), société foncière dont le capital est réparti entre la Caisse des dépôts et consignations (51 %) et l'EPIDE (49 %).
La majorité des bâtiments, issus de l'ancienne institution scolaire construite entre 1854 et 1858, qui forment l'ossature principale de l'édifice et comprennent notamment la chapelle, ainsi que le bâtiment Esnault et la salle Saint-Augustin, lesquels ont été cédés à la municipalité de Combrée, demeurent à ce jour inoccupés.
Le départ de l'EPIDE vers Avrillé, prévu pour mars 2023, soulève à nouveau la question du devenir de ces bâtiments historiques.
Un projet de reconversion globale du site en École internationale, porté par l'Amicale des anciens élèves et amis de Combrée, est à l'étude depuis l'été 2020.

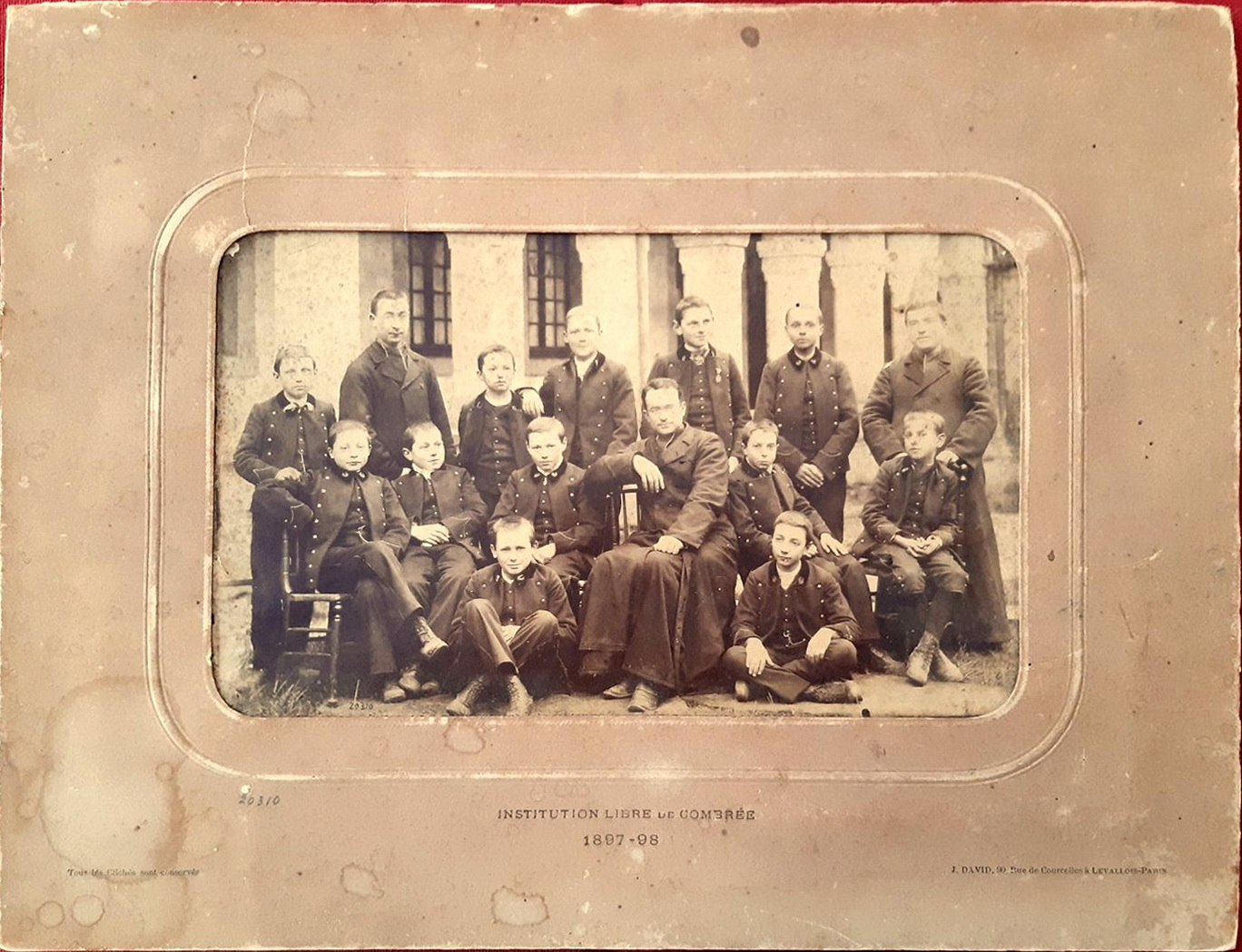
Photo de classe datant de 1897.
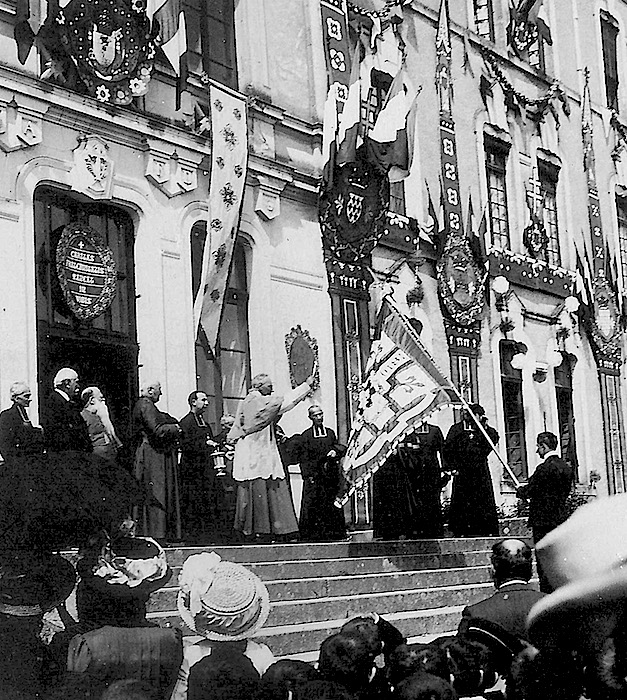
Les fêtes du centenaire en 1910.
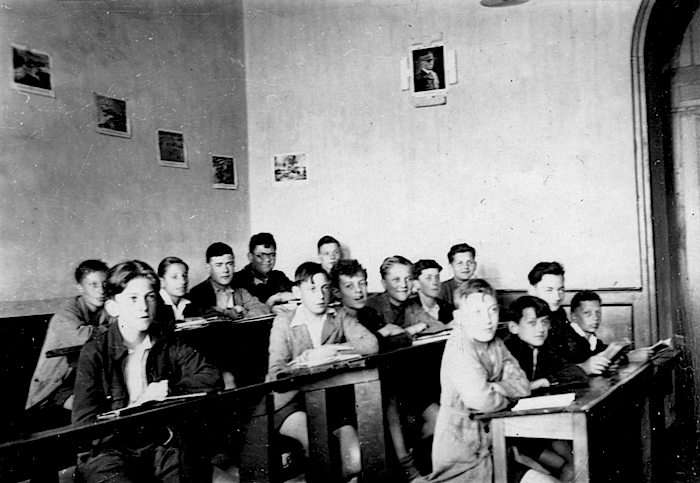
Une classe d'histoire et géographie en 1944.
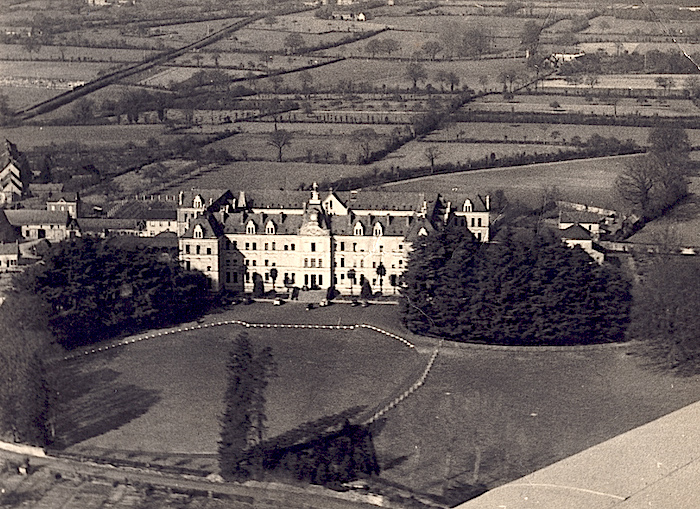
L'établissement en 1956.
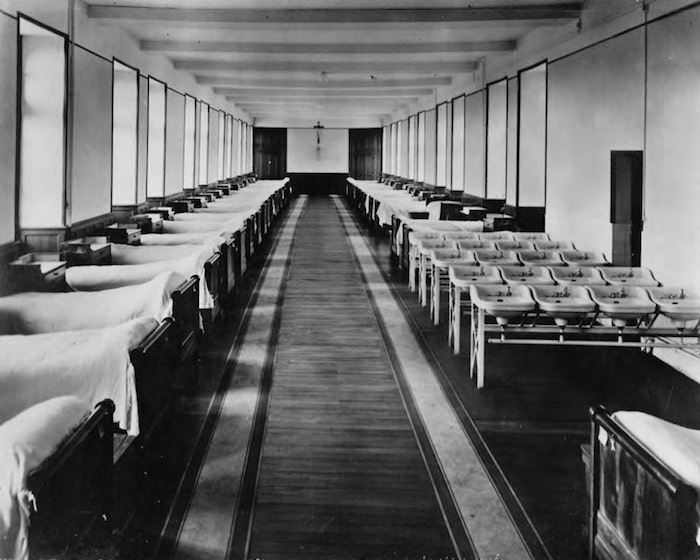
Un dortoir en 1960.
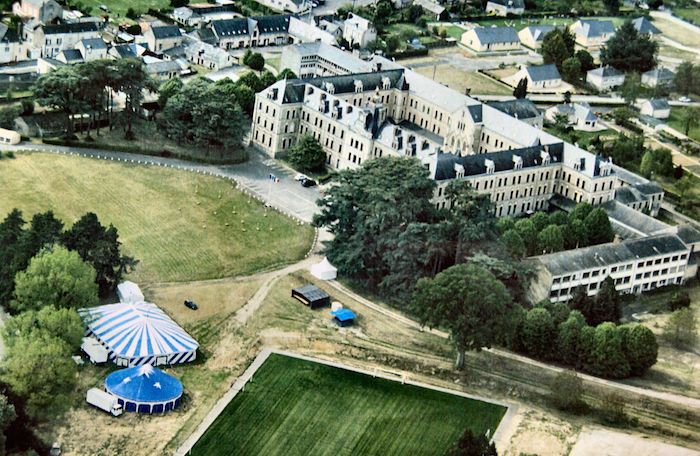
L'établissement à l'occasion du bicentenaire en 2010.
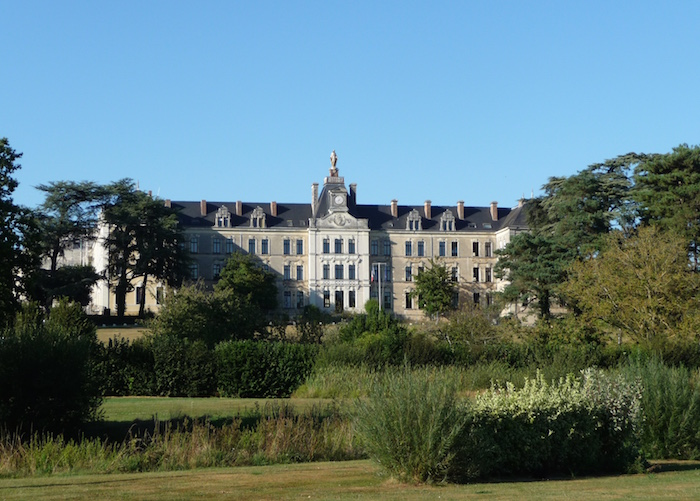
La façade en 2012.

## Amicale des Anciens élèves et amis de Combrée
Fondée le 6 décembre 1890, l'association « Amicale des anciens élèves et amis de Combrée » a poursuivi ses activités après la fermeture de l’établissement, dans le dessein de maintenir, entre les anciens élèves et professeurs de l'institution, ainsi que leurs amis et bienfaiteurs, des liens amicaux et solidaires. Elle s'efforce ainsi de perpétuer « l'esprit combréen ». Parmi ses objectifs figure la préservation de la mémoire de l'institution libre de Combrée, ainsi que le soutien aux initiatives, qu'elles soient individuelles ou collectives, qui concourent à la sauvegarde des bâtiments de l'ancien collège. Dans cette optique, l'amicale a accueilli, au sein de son conseil d'administration, la présidente de l'Association de Sauvegarde et de mise en valeur du collège de Combrée, fondée en mars 2014, dont la vocation est de favoriser la conception d’un projet global de reconversion de l’ancien collège.

## Personnalités liées à l'établissement

### Les présidents de l'Amicale
- 1888-1895 : Dr Émile Farge (1822-95), médecin, un des fondateurs de la Croix Rouge angevine en 1870, membre correspondant de l'Académie de médecine, vice-président dela Société d'agriculture, sciences et art d'Angers, auteur de nombreuses publications scientifiques et historiques (Angers).
- 1895-1917 : M. Joseph de la Perraudière, conseiller général de Maine-et-Loire, maire de Marans entre 1876 et 1917 (Marans)
- 1918-1932 : Comte Geoffroy d'Andigné, conseiller général en 1907, maire de Sainte-Gemmes-d'Andigné en 1919 et député de Maine-et-Loire de 1924 à 1932 (Sainte-Gemmes-d'Andigné).
- 1932-1946 : Dr Victor Jallot, médecin et conseiller général de la Mayenne (Renazé).
- 1946-1963 : Me Daniel Thibault, notaire (Saumur).
- 1963-1974 : Dr Fernand Baron, médecin des hôpitaux (Nantes).
- 1974-1982 : M. Robert Chéné, industriel (Angers).
- 1981-1996 : M. André Rivron, capitaine de vaisseau (Combrée).
- 1996-2006 : M. Michel Leroy, professeur de lettres à Combrée.
- 2007-2008 : Me Xavier Perrodeau, huissier de justice (Angers).
- 2008-2014 : M. Patrick Tesson, éducateur spécialisé.
- 2014-2019 : M. Jean-Michel Guittet.
- Depuis 2019 : Loïc Dusseau, avocat à la cour de Paris, ancien membre du conseil de l'ordre et du conseil national des barreaux.

### Élèves
- François-Étienne Adam (1833-1900).
- Maurice Brillant (1881-1953).
- Louis-Marie Pineau (1842-1921).
- Hervé Bazin (1911-1996)[8].
- Jacques-Marie Bourget (1943).
- Jacques Spiesser (1947).
- Laurent Tuel (1966).
- Pascal Obispo (1984).

### Pères supérieurs et directeurs de l'Institution libre de Combrée
1. Abbé François Drouet (1810-1835).
2. Chanoine Louis Levoyer (1835-1865)[9].
3. Chanoine François Claude, c. 1853 (1865-1897).
4. Chanoine Jean Bernier, c. 1873 (1897-1926).
5. Chanoine Louis Mérit, c. 1900 (1926-1930).
6. Chanoine Marcel Boumier, c. 1908 (1930-1931).
7. Chanoine Joseph Pinier, c. 1912 (1931-1956).
8. Chanoine Joseph Esnault, c. 1918 (1956-1966).
9. Abbé Maurice Vigneron, c. 1940 (1966-1973).
10. Chanoine Antoine Pateau, c. 1929 (1973-1979).
11. Monsieur Gérard Gendry, c. 1954 (1979-1996).
12. Monsieur Jean-Paul Rozier (1996-1999).
13. Monsieur Benoît Castillon du Perron[10] (1999-2004).
14. Monsieur Jean-Roger Salmon (2004-2005), futur directeur du lycée de Mongazon à Angers.

## Lieu de tournage
En 1990, l'établissement a servi de lieu principal de tournage du téléfilm de Jean-Louis Benoît, Les Disparus de Saint-Agil, avec Micheline Presle (Mme Donnadieu), Michel Galabru (M. Lemel), Claude Melki (M. Planet) et Damien Rosinha (Baume).